# Amazic

Bandera de la nació amaziga.

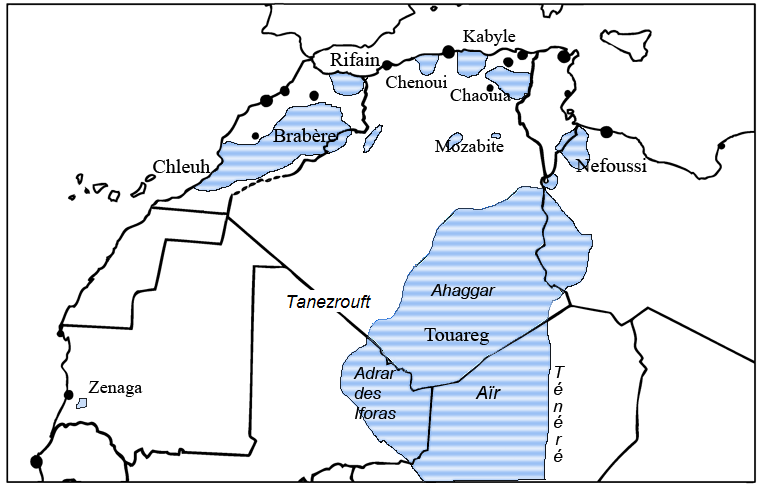
Àrees lingüístiques amazigues del sector oest del Nord d'Àfrica (mapa en francès).

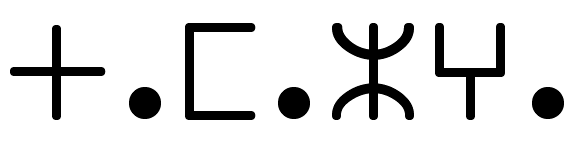
Tamazgha, en alfabet tifinagh

L'amazic és un conjunt de parlars del nord d'Àfrica, de la família afroasiàtica o camitosemítica. El parlen uns 40 milions de persones (els imazighen, és a dir, els amazics), principalment al Marroc i Algèria, però també en petites «illes» a Mauritània, Burkina Faso, Mali, Níger, Tunísia, Líbia, Txad i Egipte. El guanxe canari també és considerat un dialecte de l'amazic.(1)

## Noms
També es coneix com llengua amaziga, dita també amazigh o tamazight (en amazic i en alfabet llatí Tamaziɣt i en alfabet tifinag ⵜⴰⵎⴰⵣⵉⵖⵜ, transcrit tamazight en ambdós casos, API: [tæmæˈzɪɣt] o [θæmæˈzɪɣθ)—, i mal denominada berber.
El nom berber té el mateix origen que la paraula bàrbar; per això els amazics anomenen la seva llengua amazigh o tamazight, catalanitzat en la forma amazic (femení amaziga).

## Escriptura
Inicialment s'escrivia amb un alfabet propi, el tifinag, que és un abjad derivat de l'antic alfabet libopúnic, conservat només pels tuaregs. Aquest va ser gradualment substituït (però mai no del tot) per, primer i durant poc de temps, l'alfabet llatí i, després, per l'alfabet àrab. Al segle xx, s'ha recuperat l'alfabet llatí, tot i que darrerament hi ha una revifalla del tifinagh.

## Situació sociolingüística
Tot i que la llengua oficial a l'escola sigui l'àrab, al carrer es parla una barreja d'àrab i amazic. El fet que els amazics visquin en zones aïllades entre si, la forta arabització lingüística i cultural de moltes àrees tradicionalment amazigues, i que alguns d'ells siguin nòmades (els tuaregs), ha afavorit la dispersió dels dialectes de l'amazic (o llengües amazigues).
Amb la islamització dels amazics i la invasió de tribus àrabs, l'amazic ha hagut de competir amb desigualtat amb l'àrab, car l'àrab clàssic, com a llengua de l'Alcorà, es considerava una llengua sagrada. A més a més, després de la independència dels estats del nord d'Àfrica, l'àrab fou adoptat com a llengua d'estat, per la qual cosa l'amazic continuà marginat.
Des de la sagnant revolta popular de la Cabília de 1980, causada per una suspensió del govern d'una conferència sobre poesia amaziga, el moviment amazic assolí dimensions polítiques i supranacionals. El 1994, el rei del Marroc Hassan II decidí introduir l'amazic en l'escola primària. Però aquesta decisió no arribà mai a fer-se realitat. El 2001, el seu fill Mohammed VI creà l'Institut Reial de la Cultura Amaziga, els objectius del qual eren normalitzar l'amazic i promoure'l.

Parlants d'amazic al Marroc i al Sàhara occidental (RASD)

Actualment i al Marroc, l'amazic s'estudia en unes 300 escoles, sobretot a les zones amazigoparlants, i n'hi ha noticiaris televisius parlats en les tres varietats marroquines. Des del 2011 és llengua oficial al Marroc.

## Gramàtica
L'ordre típic de la frase és verb-subjecte-objecte. Les paraules poden tenir diverses arrels, que es combinen per crear significats més amplis. La t inicial és la marca del femení, com en el nom de la llengua tamazight, femení d'amazigh.

## Varietats de l'amazic
Dins de la família lingüística afroasiàtica, les llengües amazigues, originàriament esteses des del litoral Atlàntic del nord d'Àfrica fins a la zona dels oasis occidentals egipcis, són avui dia la llengua quotidiana d'uns 12 milions de persones escampades pel Marroc, Mauritània, Mali, el Txad, Níger, Burkina Faso, Algèria, Líbia, Tunísia i Egipte. Hi ha quatre grups principals de varietats diatòpiques, grups que reflecteixen més aviat l'actual situació de dispersió geogràfica dels imazighen (els amazics) que no pas cap veritable classificació lingüística en sentit estricte. Aquests grups, amb el nombre de parlants nadius de cada varietat lingüística, són (Hayward, 2000: 76): 
- els parlars del nord-oest del Marroc, Algèria, Tunísia i Líbia: taixelhit o xluh (3.000.000), tamazight (3.000.000) i tarifit (2.000.000), tots tres al Marroc, taqbaylit o cabil a la Cabília (3.074.000) i taixawit o xàwia al Marroc.
- els parlars de Líbia oriental (awjilah, 2.000) i de l'oasi de Siwa a Egipte (siwa, 5.000).
- els dialectes dels nòmades de la regió Sàhara-Sahel (que abasta zones d'Algèria, Níger, Mali i Burkina Faso): tamahaqt o tamajeq, llengua dels tuaregs (25.000-76.000).
- la llengua dels zenaga (25.000), a Mauritània.